# Episodi di Perception (prima stagione)
La prima stagione della serie televisiva Perception è stata trasmessa in prima visione assoluta negli Stati Uniti d'America dal canale via cavo TNT dal 9 luglio al 17 settembre 2012.
In Italia la stagione è stata trasmessa in prima visione da Fox, canale a pagamento della piattaforma satellitare Sky, dal 28 novembre 2012 al 23 gennaio 2013. In chiaro, è andata in onda su Rai 3 dal 3 al 31 luglio 2014.
| nº | Titolo originale | Titolo italiano    | Prima TV USA      | Prima TV Italia  |
| -- | ---------------- | ------------------ | ----------------- | ---------------- |
| 1  | Pilot            | Realtà e normalità | 9 luglio 2012     | 28 novembre 2012 |
| 2  | Faces            | Volti              | 16 luglio 2012    | 28 novembre 2012 |
| 3  | 86'd             | L'estate dell'86   | 23 luglio 2012    | 5 dicembre 2012  |
| 4  | Cipher           | Mittente           | 30 luglio 2012    | 12 dicembre 2012 |
| 5  | The Messenger    | Messaggera         | 6 agosto 2012     | 19 dicembre 2012 |
| 6  | Lovesick         | Lewicki            | 20 agosto 2012    | 26 dicembre 2012 |
| 7  | Nemesis          | Nemesi             | 27 agosto 2012    | 2 gennaio 2013   |
| 8  | Kilimanjaro      | Kilimanjaro        | 3 settembre 2012  | 9 gennaio 2013   |
| 9  | Shadow           | Ombra              | 10 settembre 2012 | 16 gennaio 2013  |
| 10 | Light            | Luce               | 17 settembre 2012 | 23 gennaio 2013  |

## Realtà e normalità
- Titolo originale: Pilot
- Diretto da: Alan Poul
- Scritto da: Kenneth Biller e Mike Sussman

### Trama
Chicago, facoltà di neuroscienze. Facciamo la conoscenza del dottor Daniel Pierce, professore eccentrico, il quale sta tenendo una lezione. Al termine, conosciamo anche il suo assistente Max Lewiki il quale sembra essere molto dipendente dal professore. Nel campus, il professore viene contattato da una sua ex alunna, Kate Moretti, con cui ha sempre avuto un legame particolare dato che lei era la migliore del suo corso. Kate si era trasferita, dopo l'università, a New York ma ora è tornata a Chicago per lavorare nell'FBI e chiede aiuto a Daniel per uno dei suoi casi. È infatti stato ucciso uno degli avvocati di una delle più grandi aziende farmaceutiche e la moglie di lui sembra aver confessato, ma non coscientemente. Pierce, dopo un breve interrogatorio infatti decreterà che la moglie ha la tendenza ad accondiscendere alle affermazioni che le vengono fatte (Daniel per provarlo le aveva domandato se si ricordava del gattino che aveva comprato l'altro giorno e la donna aveva asserito contenta ma questo gattino non esisteva) e che quindi non poteva essere ritenuta attendibile la sua confessione. Nel commissariato intanto, Daniel sembra avere qualche problema con il caos che c'è nell'ambiente e allora si mette le cuffie e comincia a dirigere un'orchestra immaginaria, i colleghi di Kate le chiedono spiegazioni e lei difende il suo ex professore dicendo soltanto che ha delle stranezze. Tornato a casa Daniel racconta la sua giornata alla sua amica Natalie che commenta con lui molti aspetti del caso. Intanto egli comincia ad avere dialoghi con l'apparizione di uno dei medici dello studio farmaceutico che lo guidano a una dottoressa, che si scoprirà essere l'amante del defunto, e a un uomo che aveva perso la madre a causa di un effetto collaterale del farmaco testato dallo studio. L'ultimo viene scagionato, in quanto non è dotato di abbastanza forza di volontà per uccidere qualcuno mentre Daniel ha dubbi sulla testimonianza dell'amante, allora mostra a Kate un tipo di malato mentale che non presta attenzione alle parole ma all'intonazione e ai gesti del corpo e che quando si accorge che qualcuno mente, scoppia a ridere. Così quando questi scoppia a ridere sentendo l'interrogatorio dell'amante, ella confessa che aveva rubato allo studio delle pillole per consegnarle al defunto avvocato. Così Kate e Daniel scopriranno che il responsabile dell'omicidio è il dottore che aveva studiato il farmaco e aveva ucciso l'avvocato perché aveva visto la dottoressa consegnargliele e pensava avessero scoperto che questo uccideva le persone con alcuni effetti collaterali e quindi aveva ucciso lui e tentato l'omicidio di lei. Pierce però non è libero dalla visione del dottore dello studio che gli suggerisce che il caso non è chiuso così con l'agente Moretti si reca in ospedale dove dice alla dottoressa amante che lui e il defunto avvocato avevano scoperto gli effetti collaterali del farmaco e volevano usarlo per uccidere la moglie di lui, da qui si spiega lo scompenso mentale di lei e qui la visione del dottore si congratula con Daniel e scompare. Alla fine dell'episodio, Daniel confessa a Natalie che gli piace Kate ma non vuole provare ad avere rapporti troppo ravvicinati con lei perché il suo mondo non è adatto ad altre persone. Il professore e Natalie sono seduti sulla panchina del campus a chiacchierare e arriva Lewiki che consegna a Daniel le cuffie per ascoltare la musica classica, che è il suo modo di calmare gli attacchi di paranoia e schizofrenia, da qui si scopre che anche Natalie è una visione.
- Ascolti USA: telespettatori 5 601 000[1]
- Ascolti Italia (in chiaro): telespettatori 797 000 - share 3,74%[2]

## Volti
- Titolo originale: Faces
- Diretto da: Greg Beeman
- Scritto da: Kenneth Biller e Mike Sussman

### Trama
Pierce e Moretti si ritrovano a lavorare al caso della scomparsa della moglie ucraina di un ricco uomo che l'aveva "ordinata" attraverso un'agenzia affiliata alla mafia russa della prostituzione, Kate infatti sospetta che l'uomo non aveva abbastanza soldi per pagare la moglie e l'agenzia abbia fatto pagare alla donna, Olena, il debito facendola prostituire. Dopo un primo colloquio col marito, Daniel scopre che egli è affetto da una strana patologia ossia non riesce a riconoscere le facce di chi gli sta intorno. Il giorno dopo viene trovato un corpo di una donna ucraina, coi capelli biondi e corti, che assomiglia alla descrizione di Olena, Attraverso l'aiuto delle allucinazioni di questo caso; una poliziotta russa e un gangster ucraino, Daniel riesce a capire che l'uomo tradiva la moglie Olena con una certa Stephanie e che in realtà la stessa Olena è la cameriera ucraina assoldata per fare compagnia alla moglie e la donna morta è sua cugina che si era finta lei per salvarla dalla violenza del marito e per riuscire a rubargli abbastanza soldi da fuggire con Olena, si era finta anche Stephanie e l'assassino è il marito che, scoperto che Stephanie la stava derubando, l'ha uccisa non riconoscendo in lei la cugina di Olena e non essendosi accorto del loro scambio di ruoli per colpa della sua patologia.
- Ascolti USA: telespettatori 5 330 000[3]
- Ascolti Italia (in chiaro): telespettatori 838 000 - share 3,96%[2]

## L'estate dell'86
- Titolo originale: 86'd
- Diretto da: Deran Sarafian
- Scritto da: Stephen Tolkin

### Trama
Kate si presenta al campus per chiedere l'aiuto di Daniel su un caso molto famoso: un serial killer che durante l'estate del 1986 rapiva delle ragazze bionde il venerdì e la domenica queste venivano trovate morte, picchiate e stuprate. Pierce non ricorda il caso perché all'epoca studiava per entrare a medicina, quindi Kate lo porta a parlare con suo padre che all'epoca era lui nella task force incaricata di catturare il killer, che non andò a buon fine perché a un certo punto gli omicidi smisero. Egli rivela ai due che il killer teneva un diario dove sembrava stalkerare tutte le sue vittime e che pensava che, ogni volta, la ragazza prescelta fosse "quella giusta". Il padre di Moretti menziona un certo Donnie, che Kate spiegherà poi a Daniel essere il suo quasi ex marito, e dice di ricordarsi Pierce perché era il professore dell'università su cui Kate aveva una grande cotta. Poi i due scoprono anche che una delle vittime era ancora viva alla scoperta del corpo e che è rimasta tutto questo tempo rinchiusa in un ospedale psichiatrico in stato catatonico. Daniel sostiene che i medicinali somministratele sono troppo forti e arcaici ed è per questo che la donna è in quello stato per cui fa sospendere le cure ma lei si agita perché, dal trauma subito, la sua mente era rimasta all'estate del 1986 e non si riconosceva più nel suo riflesso. Così Pierce architetta con sua madre una messinscena per farle credere che sia ancora il 1986 e che le domande che stanno facendo alla donna siano per prevenire il suo attacco. Il piano funziona, riescono a trovare un album di foto dove la donna aveva posato all'epoca come modella e dove in tutte compare un uomo in bicicletta (le visioni di Daniel erano infatti sempre persone in bicicletta e Natalie che gli faceva notare come fosse facile seguire qualcuno in bicicletta). Da lì risalgono a un uomo il quale all'epoca dell'ultimo omicidio si era sposato e quindi aveva smesso di fare il serial killer ma poi nel presente, la moglie era morta e quindi aveva ricominciato il suo rituale, per fortuna Kate e il partner arrivano in tempo per salvare la ragazza rapita e arrestare l'uomo.
- Ascolti USA: telespettatori 4 540 000[4]
- Ascolti Italia (in chiaro): telespettatori 1 030 000 - share 4,55%[5]

## Mittente
- Titolo originale: Cipher
- Diretto da: Deran Sarafian
- Scritto da: Jerry Shandy

### Trama
Daniel e il suo assistente Lewicki stanno facendo colazione nella sua cucina, quando Lewicki si lamenta del fatto che il professore lo tratti male e non lo degni di un minimo di gentilezza, così lui per accontentarlo legge l'articolo di giornale che Max stava ponendo alla sua attenzione. In quel momento a Daniel appare un soldato della seconda guerra mondiale incaricato di crittografare i messaggi in codice delle spie nemiche, il quale fa notare a Pierce come nell'articolo sia nascosto un messaggio. Egli lo decifra e lo mostra immediatamente a Kate e al suo partner, che sono molto scettici al riguardo, ma proprio in quel momento arriva alla centrale una chiamata che informa gli agenti dell'omicidio di un avvocato mediante l'esplosione di un pacchetto contenente veleno. Capendo che questo è solo uno degli attacchi in lista, Pierce tenta di mettersi a sua volta in contatto con l'attentatore attraverso messaggi criptici, facendogli intendere che è dalla sua parte e lo ammira, e chiedendogli spiegazioni sul motivo del suo gesto e sulle possibili prossime vittime. Non fa in tempo ad arrivare la risposta, sempre attraverso messaggio criptato, che avviene la seconda esplosione. Daniel e Kate si precipitano in ospedale per interrogare l'avvocato rimasto ferito, ma vengono informati che questi è entrato in coma, Pierce però fa sapere che non è un problema. Con la tac, inducendo la vittima a pensare a determinate azioni dominate da zone diverse del cervello, egli fa rispondere 'si' o 'no' all'uomo e osservando attraverso la macchina quali zone del cervello si illuminano. Da questo brillante interrogatorio si scopre il nome di un terzo uomo, imprenditore agricolo e a sua volta avvocato che sembra essere il terzo obbiettivo. Pierce si mette di nuovo in contatto con l'attentatore pensando che lui perseguiti gli avvocati perché dello stesso studio, e perché questi l'abbiano licenziato, ma questi gli risponde che non ha capito niente e gli fa sapere che ha chiuso con lui. Il giorno seguente un terzo pacco esplode nell'università dove lavora Daniel, uccidendo per errore una ragazza impiegata alle poste. Kate pensa che l'obbiettivo sia Daniel, per via della sua collaborazione con l'FBI ma lui scopre che il pacco era destinato al professore della cattedra di agronomia, che gli confessa di aver modificato un gene di mais e di averlo venduto all'imprenditore Dafoe (colui che doveva essere la terza vittima) e che questi, una volta che il gene si era per errore diffuso alle campagne vicine, aveva mandato in rovina gli agricoltori facendo loro causa per violazione di copyright e comprando le loro fattorie ormai fallite. Da qui Moretti e Pierce risalgono a un agricoltore, in carcere per aver rapinato una banca, la cui attività era stata rovinata. La moglie si è da poco suicidata per la depressione e l'agricoltore confessa di sapere che suo figlio è in cerca di vendetta. Il ragazzo lascia l'ultimo messaggio a Daniel dicendogli che si vendicherà sulla famiglia di Defoe come questi gli ha portato via la sua. L'F.B.I. lo scopre quindi a casa dei genitori di Defoe, che egli tiene in ostaggio. Pierce, entrando da solo nella casa, riesce a far ragionare il giovane e, senza ulteriori spargimenti di sangue, riesce a indurlo a consegnarsi e gli promette di farlo andare nello stesso carcere di suo padre. Infine viene arrestato anche Defoe, colui che mandò in rovina gli agricoltori.
Al termine dell'episodio, Kate entra nell'aula dove Daniel fa lezione, per scusarsi con Lewicki, il quale l'aveva accusata di sconvolgere troppo il professore facendolo partecipare alle sue indagini e che questo avrebbe fatto peggiorare la sua malattia. Lewicki controbatte dicendo all'agente che è lui che deve scusarsi perché Daniel non crolla quando è concentrato e fa capire che il proprio compito, e ora anche quello di Kate, è di tenere occupato il professore, coinvolgendolo nei casi. Infine Daniel prepara la colazione a Lewicki, dimostrandogli che si interessa a lui.
- Ascolti USA: telespettatori 3 730 000[6]
- Ascolti Italia (in chiaro): telespettatori 882 000 - share 4,01%[5]